# 柯爾特CM901突擊步槍
CM901是由美國柯爾特防務公司開發的模組化武器系統，用戶可以不需任何工具就能把武器轉換成一把突擊步槍、精確射手步槍或短管卡賓槍。

## 設計
CM901武器系統是以柯爾特現有的AR-15樣式軍用步槍（M16A4及M4）作原型開發。該武器保留了M16式的槍機系統，而且在操作上和外型上均與柯爾特過往的步槍產品有很大的相同之處。CM901亦有多種口徑可供選擇，包括：5.56×45毫米、7.62×51毫米、7.62×39毫米及6.8×43毫米雷明登SPC。另外，用戶可依自己的喜好而選擇不同長度的槍管。
CM901的機匣上裝有皮卡汀尼導軌，用戶能夠按自己的需求而裝上不同種類的瞄準鏡。

## 使用國
- 马来西亚：馬來西亞陸軍，200支；將成為未來馬來西亞軍隊制式步槍

## 另見
- M16突擊步槍
- CAR-15卡賓槍
- M4卡賓槍
- AR-15自動步槍

## 外部連結
- （页面存档备份，存于）